# Happy Rizzi House

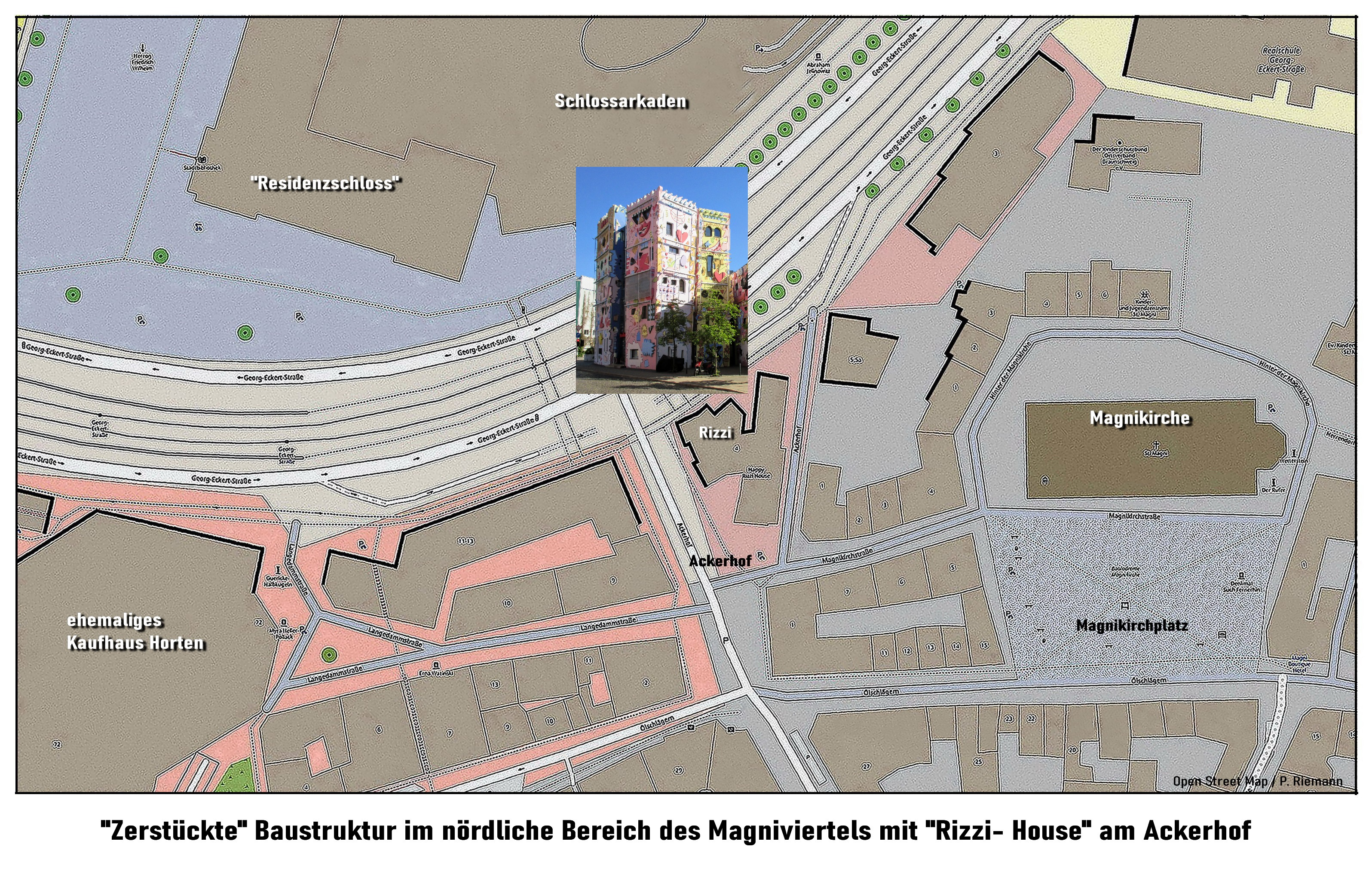
Baustruktureller Kontext: das "Rizzi-House" zwischen Schlossarkaden und Magniviertel (2024)

Das Happy Rizzi House (Eigenschreibweise Happy RIZZI House; meist nur „Rizzi-Haus“ genannt) ist ein zeitgenössisches Gebäude in Braunschweig, das von dem US-amerikanischen Künstler James Rizzi (1950–2011) entworfen und vom Braunschweiger Architekten Konrad Kloster umgesetzt wurde. Es befindet sich am Ackerhof.

## Geschichte
Die Idee zum Rizzi-Haus entstand 1997 auf Initiative des Braunschweiger Galeristen Olaf Jaeschke. Der Grundstein wurde während des 26. Magnifestes, das vom 3. bis 5. September 1999 stattfand, durch den damaligen niedersächsischen Ministerpräsidenten Gerhard Glogowski gelegt. Nach zweijähriger Bauzeit war das aus neun verbundenen Teilbaukörpern bestehende Haus fertiggestellt.
Das Rizzi-Haus ist Teil der nördlichen räumlichen Kante des Magniviertels, das seit dem Ende des Zweiten Weltkriegs unbebaut war. Diese Stadtkante zu schließen, war die Aufgabe des im Jahr 1979 durchgeführten städtebaulichen Ideenwettbewerbs: Wohnen in der städtebaulichen Verdichtung "Ackerhof" in Braunschweig an dem u. a. die Büros Hartmut Rüdiger, Braunschweig (ein 1. Preis), Ferdinand Stracke mit Cord Machens, Braunschweig (ein 2. Preis), Carsten Henze im Büro Sievers/Vahen, Braunschweig (ein 2. Preis), sowie Oswald Mathias Ungers (Köln) und Peter Riemann mit Wolfgang Pax (Bonn/Hannover), teilnahmen. Ein durchgängiges Gesamtkonzept aus diesem Wettbewerb wurde nicht realisiert, es verblieb eine Restfläche im Bereich des Ackerhofs an der Georg-Eckert-Strasse. Der an dieser Stelle errichtete fünfgeschossige Bau zwischen der fachwerkbestückten Traditionsinsel Magniviertel und dem 2005–2007 rekonstruierten Braunschweiger Schloss wurde als Bürogebäude genutzt. Insbesondere nach dem Schlosspark-Gutachten von Oswald Mathias Ungers, aus dem Jahr 1976 wurde sowohl Kritik an Braunschweigs unentschiedener Stadtplanung geübt, als auch das "Happy Rizz-Haus" selbst architektonisch und städtebaulich in Frage gestellt. Abgesehen von der Frage nach der Bedeutung des Gebäudes innerhalb der Pop Art als Reaktion auf die Konsumgesellschaft und die damit einhergehende Kommerzialisierung der Kunst, ist das Gebäude ein Baustein des Ensembles an der Georg-Eckert-Straße, das der Bauhistoriker und Stadtteilheimatpfleger Elmar Arnhold "in Gänze als städtebauliches Debakel" bezeichnet.
2011 war der langjährige Mieter der Büroräume, der bis dahin alle Räume im Gebäude benötigt und genutzt hatte, aus dem Rizzi-Haus ausgezogen. Dadurch ergab sich die Möglichkeit zu neuen Nutzungen. In Betracht gezogen wurden unter anderem ein Rizzi-Museum und Gastronomie. Von August 2012 bis November 2012 wurde das Gebäude u.sa. wegen Bauschäden und die komplette Fassade saniert. Die Arbeiten unter der Leitung des Fassadenkünstlers Oliver Kray erstreckten sich auf einer Fläche von mehr als 2000 Quadratmetern. Ende 2012 war eine mögliche Nutzung des Gebäudes noch offen. Mittlerweile ist ein Teil der Verwaltung des Braunschweiger Modeunternehmens New Yorker dort eingezogen. Seitdem befindet sich auch das rote Firmenlogo des Unternehmens über dem Haupteingang an der bunten Fassade.

## Architektur
Die Fassaden des Gebäudes sind zwei- und dreidimensional nach Pop-Art-Manier gestaltet. Häufigstes Motiv an der Fassade sind fröhlichen Gesichter. Darüber hinaus findet man weitere wiederkehrende Motive wie u. a. Herzen, Augen, Sterne und Vögel.
Ähnlich wie beim "Baukünstler" Friedensreich Hundertwasser, der wie Rizzi ohne Architekt nicht auskommt, fehlt es aber auch nicht an Kritik: "Das 2001 fertiggestellte Happy Rizzi House wird vom zugehörigen Verein als fröhlicher Kontrast zu den alten Fachwerkbauten und Nachkriegsbebauungen in der Braunschweiger Stadtmitte bezeichnet. Das sehen bei weitem nicht alle Braunschweiger so. Während James Rizzis Pop-Art großen Anklang findet, wird diese Übersetzung seiner Kunst in die Wirklichkeit von vielen kritisch beäugt und als Bausünde bewertet. Dieses Werk in einer deutschen, mittelgroßen Stadt zu verstehen, fällt eben auch schwer. Man sucht in diesem Kontext nach Erklärungen und fragt sich: Ist das ein Kindergarten mit zu viel Budget? Was wollen diese derart laut gestalteten Fassaden mir sagen? Wie so oft, so nimmt die Kritik mit der Entfernung vom Ort des Geschehens zu, denn das architektonische Debakel ""Happy Rizzi House" taucht inzwischen im Bildband „Kunst der Bausünde“ auf.

Magnikirche im Hintergrund
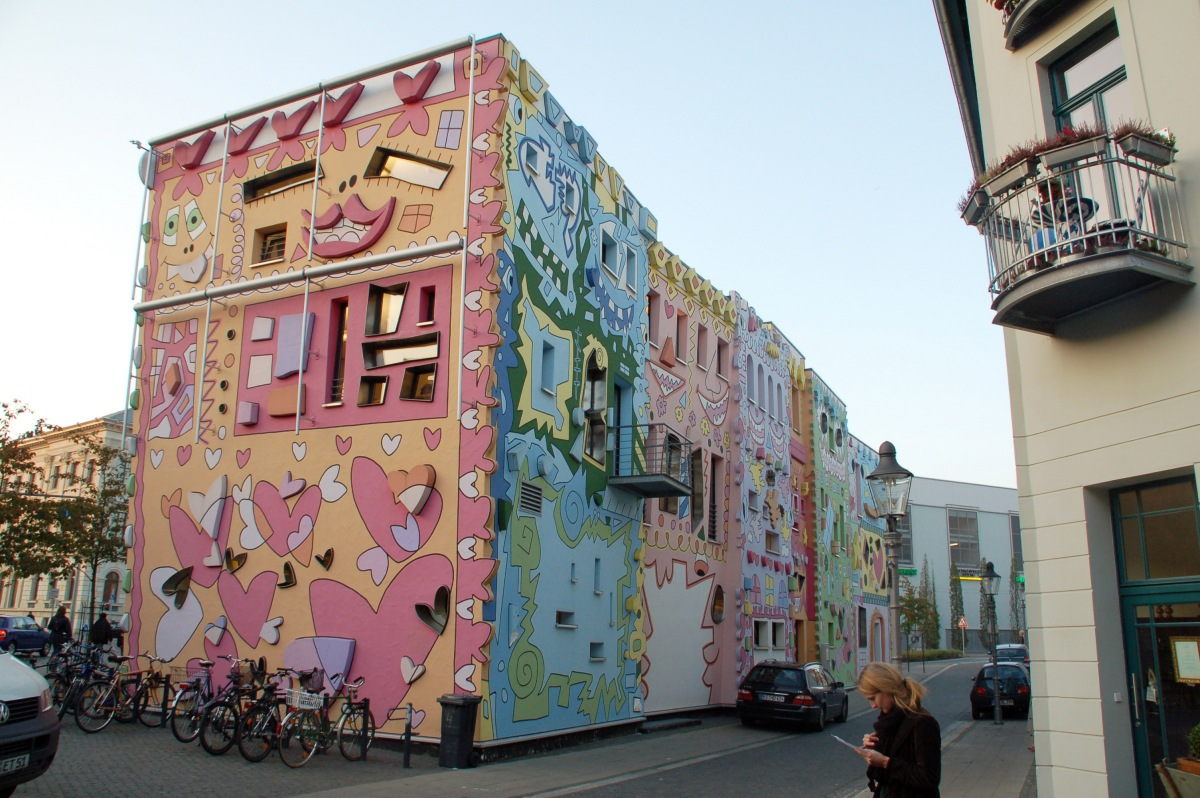
Ostfassade
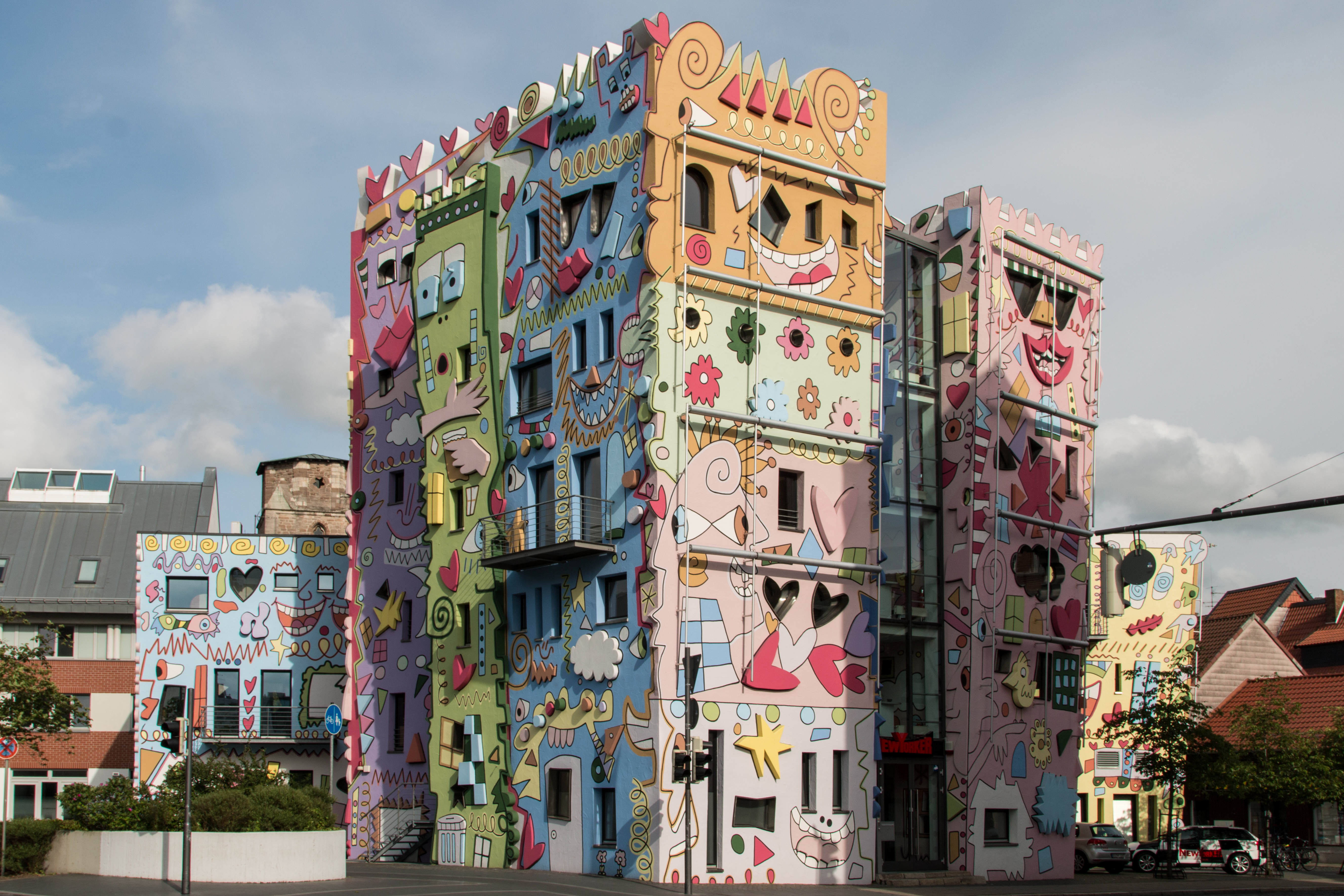
Ansicht von Westen
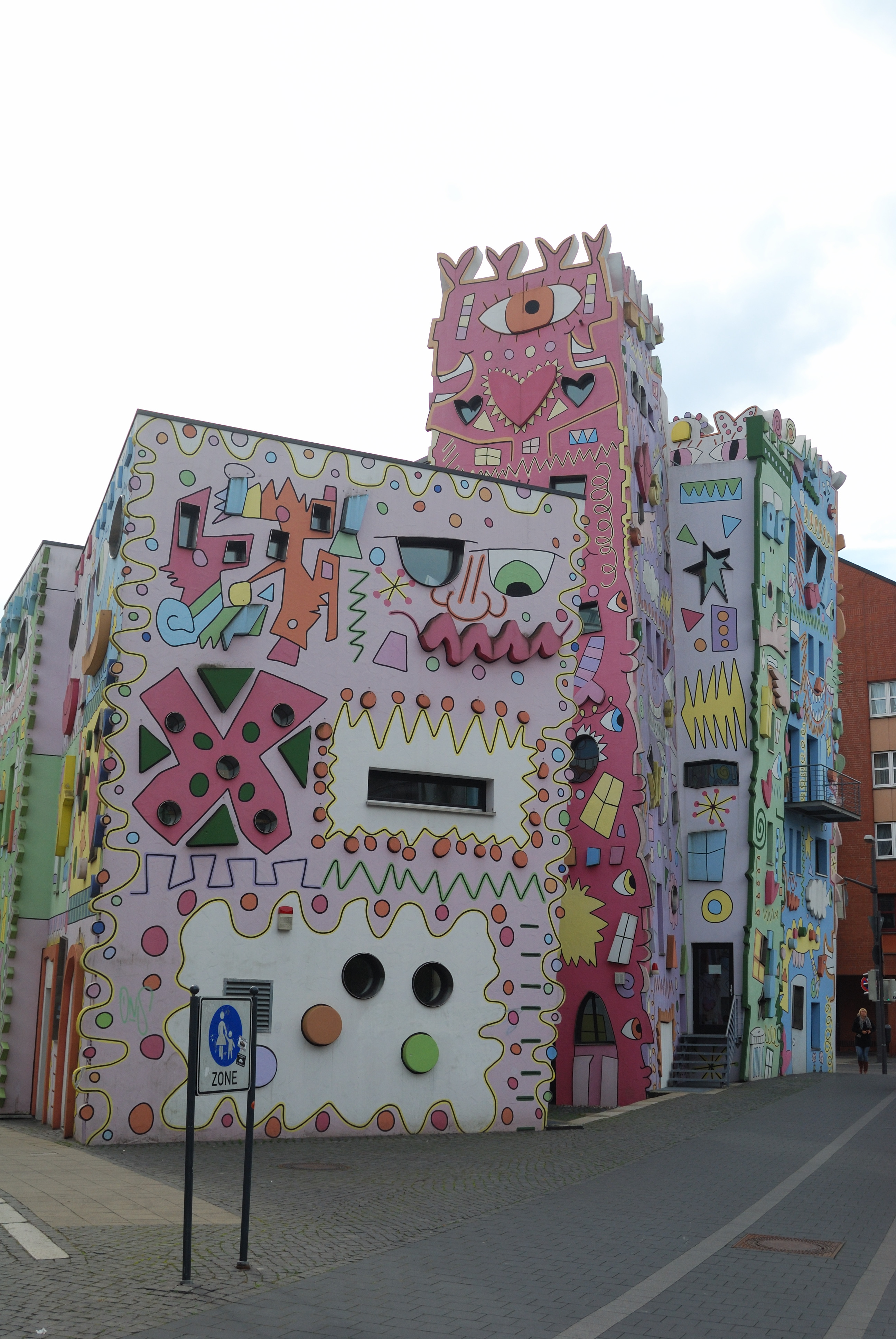
Ansicht von Norden